# Örhängen

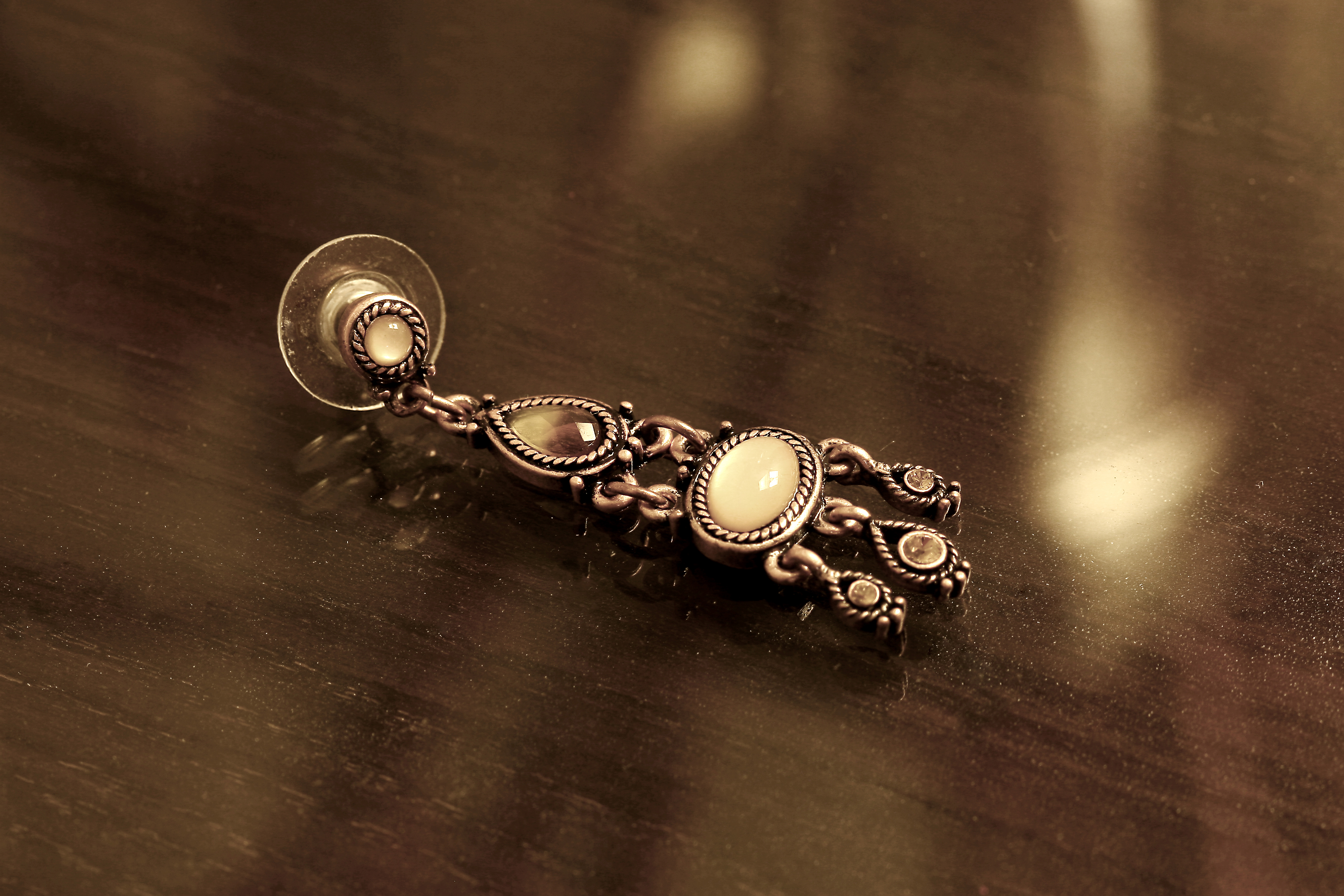
Örhänge.

Örhängen är de smycken som är avsedda att fästas i öronloben, ofta i form av en örsnibbspiercing. 
Clips (som inte kräver hål i öronen) kom på 1930-talet. På 1950-talet kom örhängen som skruvades fast i öronloben. Mest utrerade moden: gigantiska plastpärlor och Chanelclips under 1950- och 1960-talet; tunna stora guldringar ("kreolringar") under 1970-talet; decimeterlånga "orientaliska" hängen c:a 1988–1992.

## Galleri

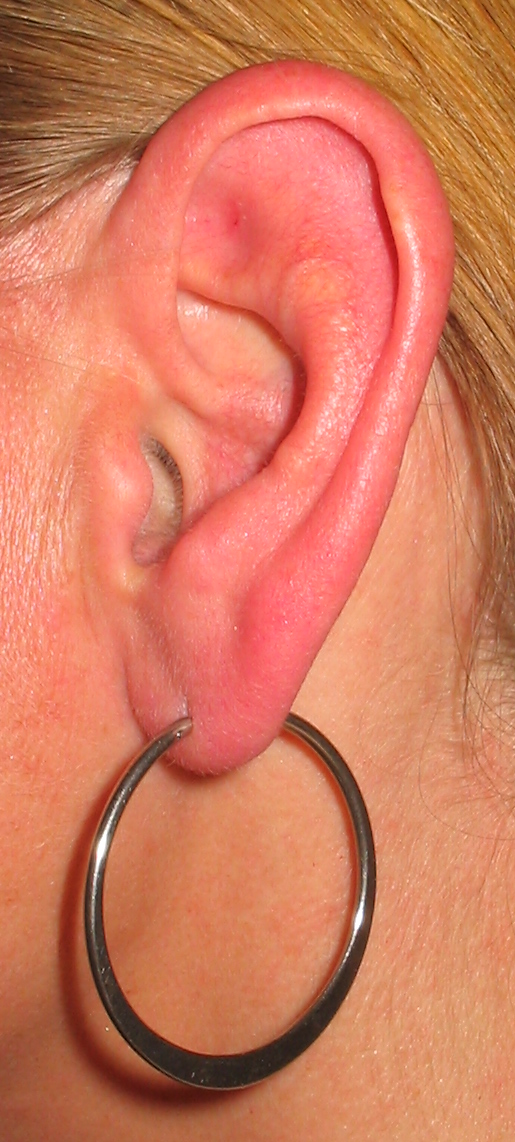
Öra med ringformat örhänge.
Örhängen
Amestistörhänge från 1600-talet.